# Ancistrocerus striativentris
Ancistrocerus striativentris är en stekelart som först beskrevs av Cameron 1910.  Ancistrocerus striativentris ingår i släktet murargetingar, och familjen Eumenidae.

## Underarter
Arten delas in i följande underarter:
- A. s. dissimilis
- A. s. elgonensis